# 1643 au théâtre
| Années du théâtre : 1640 - 1641 - 1642 - 1643 - 1644 - 1645 - 1646    |
| Décennies du théâtre : 1610 - 1620 - 1630 - 1640 - 1650 - 1660 - 1670 |

## Événements
- 30 juin : fondation de « l’Illustre Théâtre », avec Madeleine Béjart et Molière.
- Le théâtre kabuki Murayama-za, fondé en mars 1634 à Edo, au Japon par Murayama Matasaburō, prend le nom d'Ichimura-za.
- 31 décembre : ouverture de l’Illustre Théâtre au Jeu de paume des Métayers, à Paris, avec la représentation de La Mort de Sénèque, de Tristan L’Hermite officiellement protégé par Monsieur[1].

## Pièces de théâtre représentées
- hiver 1643 : La Mort de Pompée, tragédie de Pierre Corneille, Théâtre du Marais, Paris[2].
- Le Menteur, comédie de Pierre Corneille, Théâtre du Marais, Paris.
- Jodelet ou le maître valet, comédie de Paul Scarron, Théâtre du Marais, Paris.

## Pièces de théâtre publiées
- 18 janvier : achevé d'imprimer de Cinna, tragédie de Pierre Corneille, à  Rouen par Toussaint Quinet. Le privilège est du 1er août 1642[3].
- 1er mars : achevé d'imprimer d’Ibrahim ou l’Illustre Bassa de Georges de Scudéry, tragicomédie inspiré du roman de sa sœur Mademoiselle de Scudéry publiée à Paris chez Nicolas de Sercy. Le privilège est du 30 janvier[4].
- 20 octobre : achevé d'imprimer de Polyeucte, tragédie chrétienne de Pierre Corneille, publiée à Paris chez Antoine de Sommaville. Le privilège est du 30 janvier[5].
- Antoine Le Métel d'Ouville : 
  - L'Esprit folet, comédie, Paris, Toussaint Quinet, 148 p.
  - L'absent chez soy, comédie, Paris, Toussaint Quinet, II-156 p. (Lire en ligne).

## Naissances
- 3 août : Charles de La Rue, prêtre jésuite français, prédicateur et poète, auteur de tragédies en latin jouées au Collège de Clermont à Paris, mort le 27 mai 1725.
- 14 août : Prospero Mandosio, écrivain italien, érudit, biographe, compilateur et dramaturge, mort le 18 septembre 1724.
- 29 septembre : Joseph de Jouvancy, prêtre jésuite français, pédagogue et historien, auteur de tragédies pour le théâtre jésuite, né le 29 mai 1643.
- 16 décembre : Eustache Le Noble, dramaturge et polémiste français, mort le 31 janvier 1711.

## Décès
- 14 novembre : Henry Hastings (5e comte de Huntingdon), noble anglais, patron des dramaturges Francis Beaumont et John Fletcher, né le 24 avril 1586.
- 29 novembre : William Cartwright, dramaturge et poète anglais, né le 1er septembre 1611.
- Vers 1643 :
  - Roland Brisset, dramaturge et poète français, né en 1560}.